# Spirostreptus lemniscatus
Spirostreptus lemniscatus är en mångfotingart som beskrevs av Karsch 1881. Spirostreptus lemniscatus ingår i släktet Spirostreptus och familjen Spirostreptidae. Inga underarter finns listade i Catalogue of Life.